# امبوهیماسافی
امبوهیماسافی (به لاتین: Ambohimisafy) یک سکونتگاه مسکونی در ماداگاسکار است که در واتوواوی-فیتووینانی واقع شده‌است.

## خصوصیات
امبوهیماسافی ۱۳٬۰۰۰ نفر جمعیت دارد و ۴۵۹ متر بالاتر از سطح دریا واقع شده‌است.